# TSV Mühldorf
Der TSV 1860 Mühldorf e. V. ist ein Sportverein aus dem oberbayerischen Mühldorf am Inn.

## Volleyball

### Geschichte
Die Volleyballabteilung des TSV Mühldorf wurde 1979 gegründet und nahm in der Saison 2019/20 mit 36 Mannschaften am Spielbetrieb teil.
Als Leistungsstützpunkt im männlichen und Basisstützpunkt im weiblichen Bereich ist die Abteilung unter Abteilungsleiter Stefan Bartsch das Volleyball-Aushängeschild im Kreis Chiemgau.
Mit den männlichen Jugendmannschaften konnten bislang vier deutsche Meistertitel gewonnen werden: U16 (2010), U18 und U20 (jeweils 2013) und U14 (2019). Der TSV Mühldorf brachte schon zahlreiche erfolgreiche Volleyballspieler hervor: die Brüder Ferdinand, Leonhard und Johannes Tille sowie Iven Ferch, Fabian Bartsch und die Brüder Alexander und Thomas Brandstetter stammen aus Mühldorf am Inn und begannen beim TSV Mühldorf mit dem Volleyballsport.
Am Ende der abgebrochenen Saison 2019/20 stand der TSV Mühldorf auf dem zweiten Platz der 3. Liga Ost. Da der erstplatzierte TSV Eibelstadt auf den Aufstieg in die 2. Bundesliga verzichtete, schlugen die Mühldorfer in der Saison 2020/21 erstmals in der Vereinsgeschichte in der 2. Volleyball-Bundesliga auf. 2023 stieg der TSV Mühldorf wieder in die Dritte Liga ab. Im Februar 2024 gelang mit der vorzeitigen Meisterschaft in der Dritten Liga 2023/24 der erneute Aufstieg in die 2. Volleyball-Bundesliga.

### Team
Der Kader für die Saison 2024/25 besteht aus folgenden Spielern:
| Name                | Nr. | Nation      | Größe  | Geburtsdatum | Position |
| ------------------- | --- | ----------- | ------ | ------------ | -------- |
| Fabian Bartsch      | 14  | Deutschland | 1,85 m | 04.12.1998   | AA       |
| Thomas Brandstetter | 3   | Deutschland | 1,88 m | 23.05.1995   | AA       |
| Paul Gehringer      | 2   | Deutschland | 2,00 m | 29.10.2000   | MB       |
| Alexander Mühlbauer | 7   | Deutschland | 1,74 m | 11.04.1998   | L        |
| Kilian Nennhuber    | 6   | Deutschland | 1,92 m | 11.07.2004   | AA       |
| Dávid Fecko         | 4   | Slowakei    | 1,97 m | 02.06.1990   | MB       |
| Connor Finnie       | 24  | Kanada      | 2,06 m | 04.11.2002   | MB       |
| Felix Schinko       | 9   | Deutschland | 1,88 m | 14.04.2006   | Z        |
| Fabian Wagner       | 13  | Deutschland | 1,90 m | 22.08.1989   | Z        |
| Moritz Wöls         | 11  | Deutschland | 1,95 m | 19.08.2005   | D        |
| Johannes Kessler    | 28  | Deutschland | 1,96 m | 28.03.1992   | D        |

Positionen: AA = Annahme/Außen, D = Diagonal, L = Libero, MB = Mittelblock, Z = Zuspiel, U = Universal
Der Argentinier Alejandro Kolevich ist seit der Saison 2024/25 Chef-Trainer der Mühldorfer. Für die medizinische Betreuung ist der Mannschaftsarzt Norbert Richter verantwortlich. Heidemarie Hackner-Häglsperger begleitet die Spieler als  Physiotherapeutin.